# Língua de sinais de Selangor
A língua de sinais de Selangor (SSL, ou em Portugal: língua lestual de Selangor, conhecida também como a língua de sinais de Kuala Lumpur - KLSL), é uma língua de sinais usada na Malásia.
Originalmente foi baseada na ASL mas divergiu significativamente, o bastante para ser considerada agora uma língua autónoma. É usada principalmente no estado de Selangor, mais do que em Kuala Lumpur, explicando assim porque os próprios surdos a chamam de língua de sinais de Selangor.
Tal como a língua de sinais de Penang é agora usada principalmente por povos mais idosos, embora muitos povos mais novos consigam compreendê-la.